# 克劳斯·普洛格豪斯
克劳斯·普洛格豪斯（德語：Klaus Ploghaus，1956年1月31日—2022年1月11日），德国前男子田径运动员。他曾代表西德参加1984年夏季奥林匹克运动会田径比赛，获得男子链球铜牌。